# Dickens Festijn
Het Dickens Festijn is een jaarlijkse (kerst)activiteit in de Overijsselse stad Deventer. 
Het wordt gehouden in het weekend voor Kerstmis in het middeleeuwse Bergkwartier, deel van de oude binnenstad van Deventer. Het tweedaagse evenement is een initiatief van buurtbewoners, middenstanders en vastgoedbezitters en stamt uit 1991. De organisatie berust bij 'Events Deventer', de voormalige VVV van de gemeente. 
Vrijwilligers spelen honderden personages uit de boeken van Charles Dickens (1812-1870) na, zoals Scrooge, Oliver Twist, Mr. Pickwick, Christmas Carol-zangers, weeskinderen, dronkaards, ambachtslieden en vele andere arme en rijke lieden. Het totale aantal acteurs bedraagt in 2014 ongeveer 900, waaronder honderden buurtbewoners, maar ook gezelschappen en individuen uit Deventer en ver daarbuiten. Hiervoor heeft de organisatie een collectie van 700 kostuums, die vanwege de kledingmaten niet allemaal tegelijk in gebruik zijn. Sommige acteurs bezitten hun eigen kleding in victoriaanse stijl, de overige kostuums worden gehuurd.
Het Dickens Festijn wordt jaarlijks bezocht door ongeveer 120.000 mensen. Er komen ook veel buitenlandse bezoekers, vooral uit Duitsland. 
De festiviteit vindt plaats in de Walstraat, Golstraat, Damstraat, Roggestraat, Bergkerkplein, Bergstraat, Kerksteeg, Bergschild en Menstraat. In de Bergkerk zijn exposities en voorstellingen rond Dickens. De toegang tot het Dickens Festijn is gratis en alleen mogelijk via de hoek Walstraat/Keizerstraat. Vaak is er door drukte een wachttijd bij de toegang.
In de Deventer binnenstad zijn in het Dickensweekend ook allerlei kerstmarkten, concerten en andere activiteiten in het kader van 'Deventer Kerststad.'
In 2020 en 2021 was er geen Dickens Festijn vanwege de coronapandemie die in 2020 uitbrak. Als gevolg hiervan moest Nederland deze jaren met Kerstmis in lockdown en waren evenementen rond die tijd niet mogelijk.

## Elders
Evenementen met de wereld van Dickens als thema worden over de gehele wereld georganiseerd. In Nederland is dat, vaak in navolging van Deventer, onder meer het geval in Schiedam, Druten, Drunen, Wintelre en Lemmer. In het Engelse Rochester, woonplaats van Charles Dickens, wordt ieder jaar in eind mei/begin juni een groot Dickensfestival gehouden en begin december is daar een Christmas Dickens weekend.